# 楊謙
楊 謙（よう けん、生年不詳 - 347年）は、東晋の軍人。出身は不明。東晋の勢力拡大に貢献したが、最期は益州で反乱軍に討ち取られた。

## 生涯
東晋に仕え、征西大将軍陶侃の督護に任じられていた。
咸和3年（328年）9月、陶侃の命により、石頭に拠る驃騎将軍蘇峻を攻めた。
咸和5年（330年）10月、成漢の大将軍李寿・征南将軍費黒が巴東・建平に侵攻した。巴東・建平を攻略され、巴東郡太守に任じられていた楊謙は、監軍毌丘奧とともに宜都へ退いた。
建元元年（344年）9月、成漢の将の申陽を撃ち、これを敗走させ、将の楽高を捕えた。
永和3年（347年）4月、先に反乱を起こしていた鄧定・隗文らが再び反乱を起こして成都に拠った。征虜将軍に任じられていた楊謙は涪城を棄て、徳陽に退いた。
12月、征西督護蕭敬文が反乱を起こし、涪城を攻めた。楊謙は敗れ、討ち取られた。